# Bartholomäuskapelle (Braunschweig)

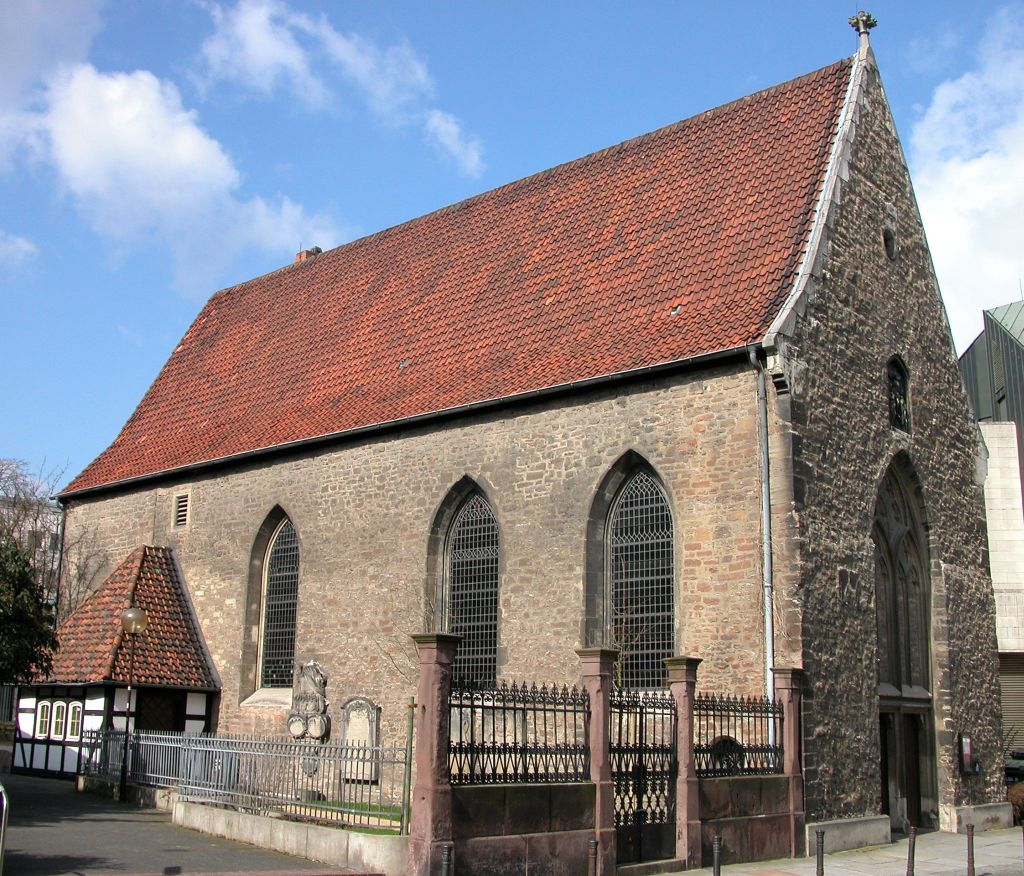
Bartholomäuskapelle

Die Bartholomäuskapelle in Braunschweig, auch als Bartholomäuskirche bezeichnet, wurde Ende des 12. Jahrhunderts errichtet. Sie dient seit dem 1709 erfolgten Umbau der evangelisch-reformierten Gemeinde als Gotteshaus. Als einzige Stadtkirche Braunschweigs besitzt sie den Altar auf der Westseite.

## Bau- und Nutzungsgeschichte
Die dem Apostel Bartholomäus geweihte Kapelle an der Schützenstraße im Weichbild Altstadt wird 1304 erstmals urkundlich genannt, wurde jedoch bereits Ende des 12. Jahrhunderts in romanischen Formen begonnen. Während des 13. und 14. Jahrhunderts erfolgten gotische Umbauten. Ende des 15. Jahrhunderts wurde das Hauptportal an der Ostseite geschaffen. Das Giebelrelief trägt die Jahreszahl 1483. Die Bartholomäuskapelle unterstand dem Patronat des Blasiusstiftes und besaß keine Pfarr-Rechte. In einem Vertrag des Stifts mit dem Rat der Stadt vom 29. Januar 1325 wird die Kapelle als der Martinipfarre zugehörig bezeichnet.

### Reformationszeit
Nach der Reformation schenkte das Blasiusstift der Stadt den Bau, der bis 1626 leerstand und dann zeitweise als Auditorium für Vorlesungen des Stadtsuperintendenten genutzt wurde. Nach 1671 diente das Gebäude als Zeughaus. 

### Reformierte Kirche
Herzog Anton Ulrich überließ die Bartholomäuskapelle 1708 der reformierten Gemeinde, die ihre Gottesdienste bis dahin in einem Betsaal im herzoglichen Schloss abgehalten hatte. Die Bartholomäuskapelle wurde durch Baumeister Hermann Korb umgestaltet und am 3. Februar 1709 eingeweiht.
Die Westtürme wurden in der Neujahrsnacht 1834 durch einen Sturm stark beschädigt und im Lauf des Jahres abgebrochen. In den Jahren 1850, 1867 und 1877 wurden Renovierungsarbeiten durchgeführt. Im Jahre 1904 wurde die Kirche durch Georg Lübke restauriert. Nach schweren Zerstörungen während des Zweiten Weltkriegs wurde die Bartholomäuskapelle 1953 in vereinfachter Form wieder aufgebaut.

## Außen- und Innenbau
Carl Schiller urteilte 1852 in seinem Werk Die mittelalterliche Architectur Braunschweigs und seiner nächsten Umgebung: In architectonischer Hinsicht ist die reformirte Kirche gänzlich unbedeutend. Sie enthält werde Pfeiler noch Säulen, auch kein Fragment der früheren Wölbung und des Fenstermaasswerkes.

### Orgel
Bereits 1749 erhielt die Bartholomäuskapelle eine Orgel des aus dem nahen Wolfenbüttel stammenden Orgelbauers Johann Christoph Hüsemann. Diese wurde 1904 durch ein romantisches Werk der Firma Furtwängler & Hammer ersetzt, das nach einem umfangreichen Umbau ebenfalls durch Furtwängler & Hammer 1927 beim verheerendsten Bombenangriff auf Braunschweig am 15. Oktober 1944 zerstört wurde. Die Kapelle wurde bei dem Angriff schwer beschädigt. 1958 baute Friedrich Weißenborn das heutige Orgelwerk.
| I Rückpositiv C–g3 |       |
| Gedackt            | 8′    |
| Prinzipal          | 4′    |
| Rohrflöte          | 4′    |
| Blockflöte         | 2′    |
| Quinte             | 1 ⁄3′ |
| Schwiegel          | 1′    |
| Scharff IV         |       |
| Vox humana         | 8′    |
| Tremulant          |       |

| II Hauptwerk C–g3 |    |
| Prinzipal         | 8′ |
| Spitzgedackt      | 8′ |
| Oktave            | 4′ |
| Kleingedackt      | 4' |
| Oktave            | 2′ |
| Sesquialtera II   |    |
| Mixtur IV         |    |
| Zimbel II         |    |
| Oboe              | 8′ |

| Pedal C–f1 |     |
| Subbass    | 16′ |
| Prinzipal  | 8′  |
| Spitzflöte | 4′  |
| Nachthorn  | 2′  |
| Mixtur IV  |     |
| Fagott     | 16′ |
| Trompete   | 4′  |

- Koppeln: I/II, I/P, II/P